# Paroisse de Musquash
La paroisse de Musquash est à la fois une paroisse civile et un ancien district de services locaux (DSL) canadien du comté de Saint-Jean, au sud-est du Nouveau-Brunswick. Dans le cadre de la réforme de la gouvernance locale du 1er janvier 2023, le DSL a été annexé à la nouvelle communauté rurale de Fundy Shores.

## Toponymie

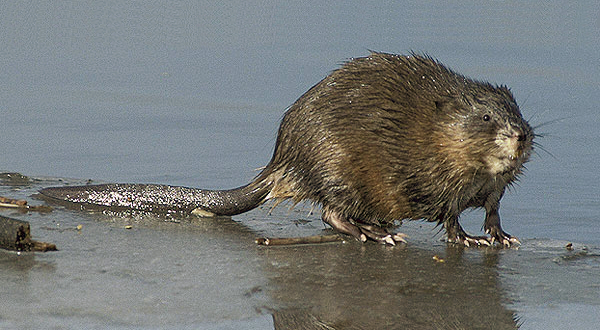
Un rat musqué.

Musquash est un mot malécite, repris en anglais, qui signifie rat musqué. Le village porta à l'origine le nom Ivanhoe, possiblement choisi par la Lancaster Mill Co. Le village prit vers 1885 le nom de Clinchs Mills, en l'honneur de son premier maître des postes, Charles F. Clinch. Le nom actuel date de 1914.

## Géographie
Le DSL de Musquash recoupe les limites de la paroisse civile de Musquash.
Musquash est délimité à l'ouest par le comté de Charlotte, au nord par le comté de Kings et à l'est par la ville de Saint-Jean.
La paroisse est bordée au sud par la baie de Fundy. Elle ne contient aucune ville, village ou réserve indienne.
Le relief est irrégulier et le point culminant est la colline Harvey, à 120 mètres d'altitude. Le littoral est tout aussi irrégulier et compte de nombreuses pointes, anses, havres, baies et rochers.
La région est plutôt marécageuse. Sur les dizaines de lacs que compte la paroisse, les principaux sont le Loch Alva, le réservoir de la Branche Est de la Musquash et le réservoir de la Branche Ouest.
Le principal cours d'eau est la Musquash et son large estuaire où elle se jette dans la baie de Fundy.
La plupart du territoire au nord de l'autoroute est protégée par l'aire protégée provinciale du Loch Alva.
Sur les berges de la Musquash se trouvent les hameaux de Musquash, South Musquash, Five Fathom Hole et Prince of Wales.

Au bord de la baie de Fundy se trouvent, d'ouest en est, Dipper Harbour Est et Dipper Harbour Ouest, Chance Harbour et Goosbery Cove.

À l'extrémité ouest, sur la Petite Rivière Lepreau, s'élève le hameau de Little Lepreau.

## Histoire
Selon William Francis Ganong, le nom du lac Indian le long de la rivière Musquas rappellerait la présence d'un village Malécite.
La tradition orale soutient que les Acadiens avaient des aboiteaux au havre Dipper et dans l'estuaire de la rivière Musquash. Selon Gesner, le hameau de Frenchman Creek fait allusion non pas à la présence d'Acadiens mais au lieu de retraite d'un bateau français, probablement celui mentionné dans les Manuscrits de Québec.
La paroisse de Musquash est établie en 1777. Musquash est fondé en 1783 par des Loyalistes. Dipper Harbour est un village de pêche fondé au même moment, aussi par des Loyalistes,. Chance Harbour est fondé par la suite.[réf. nécessaire] L'économie de Musquash est d'abord centrée sur une scierie aménagée près des chutes d'eau. La localité est presque détruite dans un incendie en juin 1903.
La Commission d'énergie électrique du Nouveau-Brunswick, fondée en 1920, inaugure sa première centrale électrique sur la rivière Musquash en 1922 et une nouvelle ligne électrique alimente les villes de Saint-Jean, Sussex et Moncton. Des plus abondantes et une crue provoquent l'effondrement du barrage de terre à l'automne 1923. Cet événement menace temporairement la survie même de la commission mais l'augmentation de la demande électrique dans les années suivantes assure son avenir.
La municipalité du comté de Saint-Jean est dissoute en 1966. La paroisse de Musquash devient un district de services locaux en 1967.
L'école Fundy Shores de Dipper Harbour est inaugurée en 1988.

## Démographie
(août 2016).
D'après le recensement de Statistique Canada, la paroisse comptait 1235 habitants en 2006, comparativement à 1280 en 2001, soit une baisse de 3,5 %. La paroisse compte 571 logements privés, a une superficie de 233,45 kilomètres2 et une densité de population de 5,3 habitants au kilomètre2.
| 2001  | 2006  | 2011  | 2016  |
| ----- | ----- | ----- | ----- |
| 1 280 | 1 235 | 1 200 | 1 194 |

## Économie
Entreprise Charlotte, membre du Réseau Entreprise, a la responsabilité du développement économique.

## Administration

### Comité consultatif
En tant que district de services locaux, Musquash est administré directement par le Ministère des Gouvernements locaux du Nouveau-Brunswick, secondé par un comité consultatif élu composé de cinq membres dont un président.

### Commission de services régionaux
La paroisse de Musquash fait partie de la Région 9, une commission de services régionaux (CSR) devant commencer officiellement ses activités le 1er janvier 2013. Contrairement aux municipalités, les DSL sont représentés au conseil par un nombre de représentants proportionnel à leur population et leur assiette fiscale. Ces représentants sont élus par les présidents des DSL mais sont nommés par le gouvernement s'il n'y a pas assez de présidents en fonction. Les services obligatoirement offerts par les CSR sont l'aménagement régional, l'aménagement local dans le cas des DSL, la gestion des déchets solides, la planification des mesures d'urgence ainsi que la collaboration en matière de services de police, la planification et le partage des coûts des infrastructures régionales de sport, de loisirs et de culture; d'autres services pourraient s'ajouter à cette liste.

### Représentation et tendances politiques
Nouveau-Brunswick: Musquash fait partie de la circonscription provinciale de Saint John-Fundy, qui est représentée à l'Assemblée législative du Nouveau-Brunswick par Glen Savoie, du Parti progressiste-conservateur. Il fut élu lors de l'élection de 2010.
 Canada: Musquash fait partie de la circonscription électorale fédérale de Nouveau-Brunswick-Sud-Ouest, qui est représentée à la Chambre des communes du Canada par Gregory Francis Thompson, ministre des Anciens Combattants et membre du Parti conservateur. Il fut élu lors de la 40e élection fédérale, en 1988, défait en 1993 puis réélu à chaque fois depuis 1997.

## Vivre dans la paroisse de Musquash
L’école Fundy Shores de Dipper Harbour accueille les élèves de la maternelle à la 8e année. C'est une école publique anglophone faisant partie du district scolaire #8.
Le DSL est inclus dans le territoire du sous-district 9 du district scolaire Francophone Sud. L'école Samuel-de-Champlain de Saint-Jean est l'établissement francophone le plus proche alors que les établissements d'enseignement supérieurs les plus proches sont dans le Grand Moncton.
La paroisse est le site de la centrale nucléaire de la Pointe Lepreau.
L'autoroute 1 traverse le territoire.
Musquash possède une caserne de pompiers. Le bureau de poste le plus proche est à Lepreau et le détachement de la Gendarmerie royale du Canada le plus proche est à Pointe-Lepreau.
L'église St. Margaret's de Lepreau et l'église Trinity de Maces Bay sont des églises anglicanes.
Les anglophones bénéficient du quotidien Telegraph-Journal, publié à Saint-Jean. Les francophones bénéficient quant à eux du quotidien L'Acadie nouvelle, publié à Caraquet, de l'hebdomadaire L'Étoile, de Dieppe, et du mensuel Le Saint-Jeannois, de Saint-Jean.

## Personnalités célèbres
- George Luther Hathaway, (1813 - 1872), premier ministre du Nouveau-Brunswick, né à Musquash